# Jürg Morgenthaler
Jürg Morgenthaler (* 13. Dezember 1953 in Bern) ist ein Schweizer Jazzmusiker (Altsaxophon, Klarinette) und Bandleader.

## Leben und Wirken
Morgenthaler sammelte bereits im Alter von 14 Jahren erste Erfahrungen in Bands des traditionellen Jazz. Unter anderem war er zunächst in den Bands von Alex Welsh, Bob Wallis und bei den Tremble Kids sowie den Hot Mallets aktiv. Er erhielt erste Auszeichnungen an den Jazzfestivals von Zug und Luzern. Er absolvierte ein klassisches Instrumentalstudium am Konservatorium Zürich mit Diplomabschluss und ein Studium an der Swiss Jazz School Bern.
1983 gründete er ein eigenes Quartett J.M. Rhythm Four, das sowohl Swing als auch Modern Jazz spielte. In den nächsten Jahren kam es zu Konzerten und Aufnahmen mit Gastsolisten wie Benny Bailey, Sandy Patton, James Zollar, Peter Appleyard oder Abdullah Ibrahim. Weiterhin spielte er Leadalto in der Jazz Heritage Big Band von Vince Benedetti und im Zurich Jazz Orchestra sowie im Maria Schneider Workshop Luzern. Auch gehörte er zu Joe Haiders International Big Band, zur experimentellen Bigband von Mani Planzer und zu Pepe Lienhards The Swing Must Go On.
Morgenthaler komponierte für das Sextett Swiss Jazz Summit, dessen Leader er ist. Weiterhin leitete er die JCT All Stars. Er ist auch auf Alben der Roy King Dixieland Band, The Smoking Band, der Swiss Dixieland All Stars und von Bonnie Taylor, Mike Goetz / Dan Barrett zu hören.
Gemeinsam mit seinem Bruder Robert Morgenthaler produzierte er experimentelle Projekte; auch war er an Lindsay L. Coopers Four Seasons beteiligt. Er erhielt mehrere Auszeichnungen als bester Klarinettist im Schweizer Jazz-Journal Jazz n’more.

## Diskographische Hinweise
- Swiss Jazz Summit Meret’s Delight (TCB 1990, mit Matthieu Michel, Danilo Moccia, Andy Harder, Peter Frei, Mathias Kuert)
- J.M. Rhythm Four plus One Lazy Afternoon (TCB 1999, mit James Zollar, Andy Harder, Roman Dyląg, Robert Mark)
- J.M. Rhythm Four Plays with Bucky Pizzarelli and Peter Appleyard: Brothers (2008)
- B.B. and J.M. Trio First Call (All Jazz 2013, mit Beat Baumli und Giorgos Antoniou)